# 1994 NO1
1994 NO1 är en asteroid i huvudbältet som upptäcktes den 8 juli 1994 av den belgiske astronomen Eric W. Elst vid CERGA-observatoriet.
Asteroiden har en diameter på ungefär 4 kilometer.